# 옛날의 금잔디 (영화)
"옛날의 금잔디"는 1963년 공개된 대한민국의 영화이다.

## 배역
- 최무룡
- 김지미
- 이예춘
- 김동원